# Lamprias rufipes
Lamprias rufipes ou Lebia rufipes é uma espécie de insetos coleópteros pertencente à família Carabidae. Possui as patas totalmente vermelhas, diferindo-se de outras espécies do gênero Lamprias, como Lamprias pubipennis eLamprias cyanocephalus. Trata-se de um escaravelho de 5,5 a 7 mm de comprimento, com cabeça e abdômen de cor preta.
A autoridade científica da espécie é Dejean, tendo sido descrita no ano de 1825.
Trata-se de uma espécie presente no território português.